# بوتش بيرد
بوتش بيرد (بالإنجليزية: Butch Beard)‏ مواليد 5 مايو 1947 في هاردينسبورغ، هو لاعب كرة سلة أمريكي سابق تحول إلى التدريب بعد الاعتزال بدأ مسيرته الاحترافية في سنة 1969. تم اختياره من قبل فريق أتلانتا هوكس خلال الدرافت. يبلغ طوله 6 قدم 3 بوصة (1.9 م). اعتزل اللعب في 1979.

## المسيرة الاحترافية
لعب مع أتلانتا هوكس في موسم 1969–1970، ثم لعب مع كليفلاند كافالييرز في موسم 1971–1972، ثم لعب مع سياتل سوبرسونيكس في موسم 1972–1973، ثم لعب مع غولدن ستايت ووريورز من سنة 1973 إلى 1975، ثم لعب مع كليفلاند كافالييرز في سنة 1975، ثم لعب مع نيويورك نيكس من سنة 1975 إلى 1979.

## روابط خارجية
- بوتش بيرد على موقع إن بي أي (الإنجليزية)
- بوتش بيرد على موقع سبورتس رفرنس (الإنجليزية)
- بوتش بيرد على موقع كلية كرة السلة في سبورتس رفرنس.كوم (الإنجليزية)
- بوتش بيرد على موقع ريلجم (الإنجليزية)
- بوتش بيرد على موقع بروبوليرز (الإنجليزية)
- بوتش بيرد على موقع سبورتس رفرنس (الإنجليزية)
- بوتش بيرد على موقع كلية كرة السلة في سبورتس رفرنس.كوم (الإنجليزية)